# Bernhard Gruner

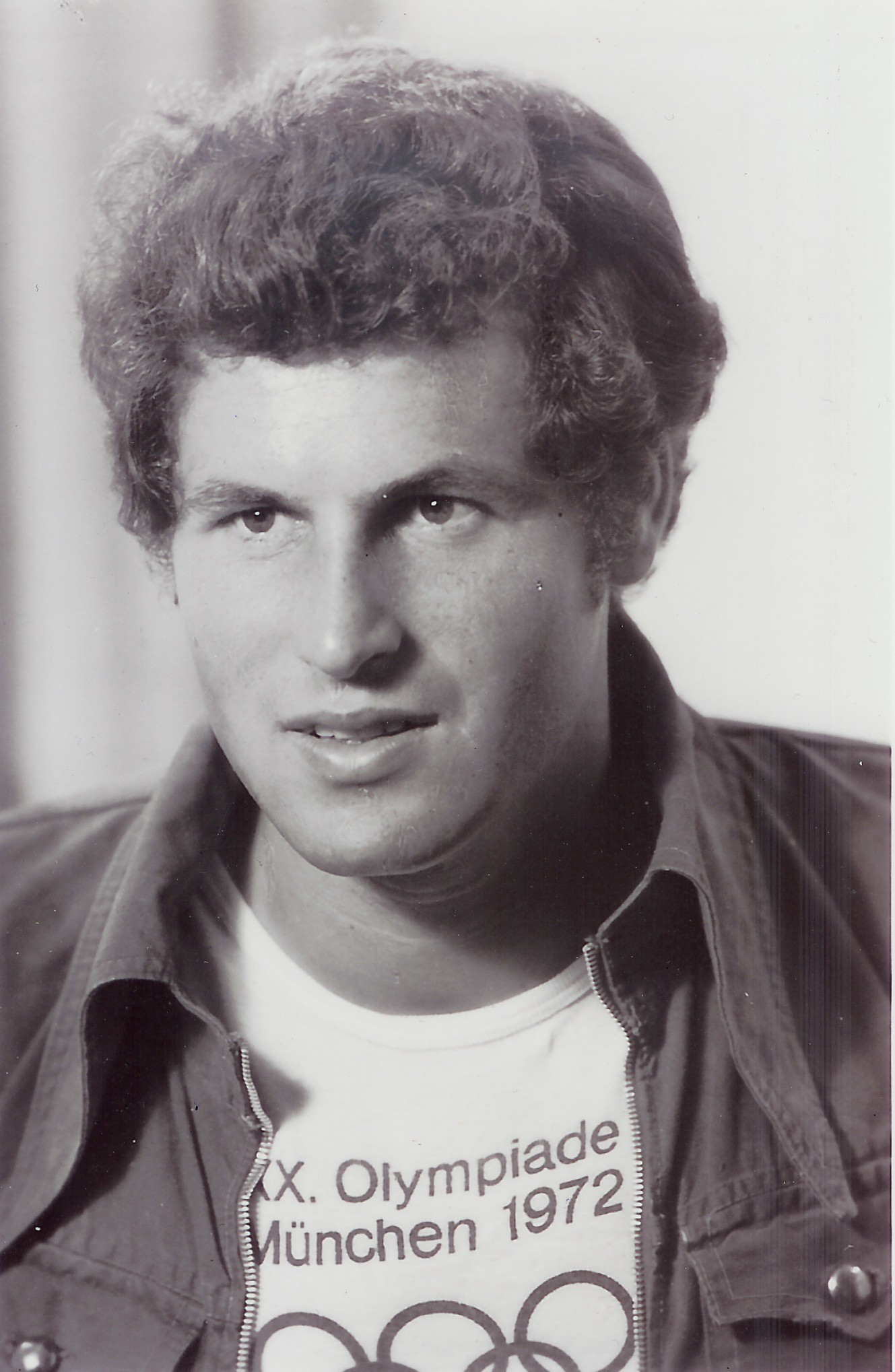
Bernhard Gruner (1972)

Bernhard Gruner (* 4. April 1949 in Seyda) ist ein ehemaliger Radrennfahrer aus der DDR. Seine größten Erfolge feierte er in der 4000-m-Mannschaftsverfolgung. Hier wurde er einmal DDR-Meister, einmal DDR-Vizemeister, nahm zweimal an Weltmeisterschaften und einmal an Olympischen Sommerspielen teil.

## Jugend
Gruner begann 1964 bei der BSG Chemie Piesteritz mit dem Radsport. Sein erster Übungsleiter war Wolfgang Strupp. In der Jugend A (16 bis 18 Jahre) startete er für den SC Leipzig. In dieser Altersklasse wurde er im Juni 1967 Deutscher Meister der DDR im Straßeneinzelrennen. 123 Jugendliche hatten dieses Rennen in Gelenau über 126 Kilometer in Angriff genommen. Acht Kilometer vor Schluss setzten sich Bernhard Gruner, Windisch und Wolfgang Wesemann aus einer Spitzengruppe ab. Gruner entschied das Rennen schließlich im Spurt für sich. Im gleichen Jahr startete Gruner bei den Deutschen Jugendmeisterschaften der DDR auf der Bahn. Beim 500-Meter-Sprint verbesserte er seine persönliche Bestzeit um sechs Zehntelsekunden auf 35,9 Sekunden und holte sich damit den Titel mit einer Zehntelsekunde Vorsprung vor seinem Club-Kollegen Detlef Lieffertz. Gruner gewann zudem eine Silbermedaille mit Lieffertz im Tandemfahren und eine weitere Silbermedaille zusammen mit Beyer, Duscher und Lieffertz im 4000-m-Mannschaftszeitfahren.

## Männer
Im Juli 1969, beim Länderkampf gegen die Niederlande in Karl-Marx-Stadt, debütierte der 1,89 m große Gruner in der Bahn-Länderauswahl der DDR. Sein erstes Rennen war das 1000-Meter-Zeitfahren. Er fuhr 1:12,3 Minuten und musste sich damit Wim Koopman um drei Zehntelsekunden geschlagen geben. Die Zeitschrift Der Radsportler schrieb hierzu: Die extremen Steilkurven waren Gift für den langaufgeschossenen 20-jährigen Leipziger. Bei diesem Länderkampf sowie den beiden folgenden gegen Italien und die UdSSR fuhr Bernhard Gruner zusammen mit Thomas Huschke, Heinz Richter und Bernd Schreiber die 4000-Meter-Mannschaftsverfolgung, und sie gewannen alle drei Rennen. Gegen Italien fuhren sie mit 4:29,4 Minuten neuen deutschen Rekord der DDR sowie Weltjahresbestleistung für Zementbahnen. Am Ende der jeweiligen Vergleiche siegte die DDR 8:7 gegen die Niederlande, 8,5:6,5 gegen Italien und verlor 8,5:9,5 gegen die UdSSR.
Im August 1969 startete Gruner bei der Bahn-Weltmeisterschaft in Brünn im Wettbewerb der 4000-m-Mannschaftsverfolgung. In der gleichen Besetzung wie bei den vorangegangenen Länderkämpfen (Gruner, Huschke, H. Richter, Schreiber) erreichte die DDR-Mannschaft in der Qualifikation in 4:37,13 Minuten den fünften Platz. Im Viertelfinale traf der Vierer dann auf die UdSSR. Trotz einer Steigerung auf 4:32,73 Minuten, wobei Gruner drei Runden vor Schluss ausschied, verlor die DDR-Mannschaft um 81 Hundertstelsekunden gegen die UdSSR und verpasste somit den Einzug ins Halbfinale.
Beim ersten Länderkampf der DDR-Bahn-Nationalmannschaft im Jahre 1970 gegen Ungarn in Budapest ging Gruner beim 1000-m-Sprint an den Start. Auf der "langsamen", altehrwürdigen 412-m-Piste erreichte er mit einer Zeit von 1:13,0 Minuten nur den vierten Platz von vier Startern. Die DDR gewann den Vergleich am Ende deutlich mit 9,5:5,5.
Bei der Bahn-WM 1970 in Leicester stand Gruner erneut im Aufgebot der 4000-m-Mannschaftsverfolgung. Mit Heinz Richter, Herbert Richter und Thomas Huschke bestritt er die Qualifikation und qualifizierte sich mit der DDR-Mannschaft für das Viertelfinale. Ab dem Viertelfinale wurde Gruner jedoch durch Manfred Ulbricht ersetzt. Am Ende holte der Vierer WM-Silber.
Die gesamte Zeit im Männerbereich startete Bernhard Gruner für den SC DHfK Leipzig. 1971 holte er im 4000-m-Mannschaftsverfolgungsfahren mit seinen Teamkollegen Manfred Dähne, Gunter Hoffmann und Klaus-Dieter Greil die Silbermedaille bei der DDR-Bahnmeisterschaft in Leipzig. Im Finale unterlag der DHfK-Vierer dem TSC Berlin mit Klaus-Jürgen Grünke, Thomas Huschke, Keßler und Uwe Unterwalder um lediglich zwei Hundertstelsekunden.
1972 nahm Gruner, als Mitglied der 4000-m-Mannschaft, an den Olympischen Sommerspielen in München teil. Neben seinen Mannschaftskollegen Thomas Huschke, Heinz Richter, Herbert Richter und Uwe Unterwalder kam er jedoch nicht über die Rolle des Ersatzmannes hinaus und somit in den vier Läufen den DDR-Vierers nicht zum Einsatz.
Mitte September 1972 startete Gruner erneut bei der DDR-Meisterschaft in der Mannschaftsverfolgung. Diesmal errang er für den SC DHfK Leipzig in der Zusammensetzung Greil, Gruner, Hoffmann und Horst Tischoff mit einer Finalzeit von 4:45,0 Minuten den Titel gegen den SC Karl-Marx-Stadt. Im Halbfinale hatte sie den SC Dynamo Berlin in der achten Runde eingeholt.
Neben Bahnwettkämpfen war Gruner im Straßenradsport aktiv. So startete er unter anderem einmalig (1971) bei der DDR-Rundfahrt. Er war einer von 15 Einzelfahrern, fuhr also nicht in einer Mannschaft, und belegte im Gesamtklassement Platz 48. 1974 startete Gruner beim Etappenrennen Grand Prix de l’Humanité. Auf der ersten Etappe über 48 Kilometer belegte er den zweiten Platz, in der Gesamtwertung nach drei Etappen Platz 25 mit 16:20 Minuten Rückstand. In der Oder-Rundfahrt 1975 holte er einen Etappensieg.
Nach der Saison 1978 beendete Bernhard Gruner seine aktive Laufbahn.